# روپس پایین
روستای روپس پایین روستایی مربوط به قبل از اسلام بوده که عمر آثار تمدن و حیات در آن به بیش‌از ۳۵۰۰ سال می‌رسد. این روستا در بخش لادیز از توابع شهرستان میرجاوه قرار دارد.
این روستا یک روستای طولی به‌شمار می‌رود که شامل آبادی‌هایی چون روپس پایین، روپس بالا، سیکور سولا، تودان، پُشته‌ی شیرو، گِزِند و گُدار می‌باشد. یکی از دلایل نام‌گذاری این روستا به روپس(رو + پس: خورشید + غروب) این است که آفتاب در این روستا زودتر از سایر مناطق غروب می‌کند که این خود به‌دلیل آن است که این روستا در دل درّه‌ای عمیق و طویل قرار دارد.

## جاذبه‌های دیدنی
از جاذبه‌های دیدنی این روستا می‌توان به قبرستان تاریخی هفتادمُلّا، رودخانه‌های دائمی، انگور و گُلابی کهنسال پُشته‌ی شیرو در تودان با عمری بالغ‌بر ۱۰۰۰ سال، صخره‌های بسیار مرتفع در کنار‌ه‌های روستا با ارتفاعی بالغ‌بر ۱۰۰ متر، چشمه‌های آب معدنی، معماری صخره‌ایِ سنّتی و... اشاره کرد.
قبرستان تاریخی هفتاد =علّت نام‌گذاری آن مربوط به هفتاد شیخ از نوادگان شیخ بلانوش می باشد .طبقه گفته اجداد طایفه مرادزهی این گورستان متعلق به نوادگان شیخ بلانوش میباشد اسامی قبور شیخ کریمداد پدربزرگ مراد (مرادزهی) تا شیخ میر عالی فرزند شیخ بلانوش می باشد و مقبره شیخ بلانوش در شهر چاغی می باش
این قبرستان تاریخی که شاهکار معماری اسلامی به حساب آمده ، در طول سالیانِ سال از برف، باران، طوفان و حتی نور خورشید نیز در امان بوده‌است. عمر تقریبی این اثر به ۹۰۰ سال می‌رسد و رازهای سربه‌مُهری که این قبرستان دارد عبارتند از: قبرهای چندطبقه، معماری و حفر قبر در سینه‌ی صخره‌هایی که علم .و تکنولوژی جدید نیز نمی‌تواند در آن حفاری کند، ظروف سفالی‌ای که درون قبرها وجود دارد، قبرهای خانوادگی و تشریفاتی که نشان که طبقه‌بندی اشرافی-رعیتی در آن زمان دارد و...
اثر تاریخی گورستان هفتادمُلّا در تاریخ ۱۸ اردیبهشت ۱۳۸۰ با شمارهٔ ثبت ۳۸۲۶ به‌عنوان یکی از آثار ملی ایران به ثبت رسیده‌است.

## شغل مردم
شغل اصلی مردم این منطقه که اکثراً عشایر بوده و در بهار به منطقه‌ای در جنوب این روستا به نام میدان‌جوز کوچ می‌کنند کشاورزی و دام‌داری می‌باشد.
مردم این منطقه اکثراً با یکدیگر نسبت خویشاوندی دارند.

## محصولات کشاورزی و دام‌داری
عمده‌ی محصولات کشاورزی و دام‌داری در این روستا شامل میوه‌هایی چون زردآلو، توت، شاتوت، آلو، هلو، انگور، گلابی، انجیر، انار، گردو، خرمالو، آلوگوجه، بادام، شَلیل، گیلاس و... و سبزیجاتی چون گوجه‌فرنگی، خیار، پیاز، کدو، بادمجان، بامیه، سیب‌زمینی، سیر، هویج، سبزی معطر، شلغم، چقندر قند و... و در دام‌‌داری، محصولاتی چون شیر، کره‌ی محلی، روغن محلی، دوغ محلی، پنیر محلی، گوشت و عسل طبیعی اشاره‌کرد.

## ساکنان
ساکنان بومی این روستا طایفه مرادزهی  می باشند و حاکمان این منطقه نیز از طایفه مرادزهی می باشند، 
شیخ پهلوان، میر کریم خان، امیر خان، برخی از حاکمان معروف این منطقه می باشند

## راه‌های مواصلاتی
برای سفر به این نگین پوشیده‌شده در میان صخره‌ها از مبدا خاش، دو راه وجود دارد. راه اوّل که از مسیر خاش-کلچات-کوشه-گُدار می‌گذرد و حدود ۶۰ کیلومتر طول دارد و به‌دلیل خاکی‌بودن، مخصوص خودروهای آفرود و قوی‌ای چون تویوتاست و راه دوم که از مسیر خاش-کولکو-سنگان-تمین-جش می‌گذرد و آسفالته بوده و مناسب هر خودرویی و حدود ۱۱۰ کیلومتر طول دارد.

## پی‌نوشت
روستاهای روپس بالا و روپس پایین در واقع یکی می‌باشند اما چون این روستاها طولی هستند، بنا به تقسیمات کشوری دو روستای مجزا به حساب آمده‌اند.

## جمعیت
بر پایه سرشماری عمومی نفوس و مسکن در سال ۱۳۹۵ جمعیت این مکان ۲۱ نفر (۵خانوار) بوده‌است.